# 1680

## أحداث
- تأسيس مدينة كولونيا ديل ساكرامنتو وتقع حاليا في الأوروغواي.
- تأسيس مدينة كوماسي وتقع حاليا في غانا.
- 24 ديسمبر: المغرب وهولندا يوقعان على معاهدة تحالف من أجل تعزيز وتوسيع القرصنة في البحر الأبيض المتوسط ضد إسبانيا.
- الدولة العثمانية تبلغ أقصى اتساعها

## مواليد
- اللحية السوداء
- بارتولد هاينريش بروكس شاعر ألماني
- بلهي شاه
- بينجامين هورنغولد
- جاكوب أبيل
- جون ماكن
- دومينيك جيرارد مهندس معماري فرنسي
- رودولف بيرنبرغ
- ريتشارد كانتيلون خبيرٌ اقتصادي إيرلنديٌ من أصلٍ فرنسي
- صالحة سبكتي سلطان
- علي قلي خان الكارتلي أحد ملوك الكرج
- فرانسواز بريفوست
- ماثيو غريغوري سياسي من الولايات المتحدة الأمريكية
- محمد باشا الترياقي سياسي وصدر أعظم عثماني
- مراد باي الثالث

## وفيات
- أثانيسيوس كيرتشر
- أنطوني فان در دز
- بر براهي
- جان لورينزو برنيني
- الإمبراطور رييزي
- الإمبراطور غوميزونو
- الفيض الكاشاني
- توكوغاوا إيتسونا
- توماس بلد
- عبد الرحمن الفاسي
- عبد القادر بن علي الفاسي
- كلود لورين
- ناثان غزة
- ين هيو
- يان زفامردام
- سلطان بن سيف اليعربي
- شيفاجي